# شانت بلاك
شانت بلاك (بالإنجليزية: Chante Black)‏ مواليد 12 نوفمبر 1985 في أوستن، هي لاعبة كرة سلة أمريكية. تم اختيارها من قبل فريق كونيتيكت صن خلال الدرافت.

## المسيرة الاحترافية
لعبت مع كونيتيكت صن في سنة 2009، ثم لعبت مع تلسا شوك في سنة 2010، ثم لعبت مع سان أنطونيو ستارز في سنة 2013، ثم لعبت مع ملبورن بومرز في سنة 2016.

## روابط خارجية
- شانت بلاك على موقع الاتحاد الوطني لكرة السلة النسائية (الإنجليزية)
- شانت بلاك على موقع كرة السلة الأوروبية.كوم (الإنجليزية)
- شانت بلاك على موقع كلية كرة السلة في سبورتس رفرنس.كوم (الإنجليزية)
- شانت بلاك على موقع بروبوليرز (الإنجليزية)
- شانت بلاك على موقع سبورتس رفرنس (الإنجليزية)